# ان‌جی‌سی ۵۵۱۴
ان‌جی‌سی ۵۵۱۴ (انگلیسی: NGC 5514) یک جفت کهکشان دیسکی در حال ادغام در صورت فلکی گاوران است که توسط ستاره شناس آلمانی، هاینریش لویی داره، در ۲۶ آوریل ۱۸۶۵ کشف شدند.